# Корсель (Эн)
Корсе́ль (фр. Corcelles) — коммуна во Франции, находится в регионе Рона — Альпы. Департамент коммуны — Эн. Входит в состав кантона Брено. Округ коммуны — Нантюа.
Код коммуны — 01119.

## Население
Население коммуны на 2010 год составляло 243 человека.
| 1962 | 1968 | 1975 | 1982 | 1990 | 1999 | 2010 |
| ---- | ---- | ---- | ---- | ---- | ---- | ---- |
| 268  | 241  | 207  | 211  | 207  | 221  | 243  |